# Третя Вашингтонська конференція
Третя Вашингтонська конференція, також відома під кодовим ім'ям «Трайдент» — міжнародна конференція часів Другої світової війни, що була проведена у Вашингтоні, США, з 12 по 17 травня 1943 року.
Головним об'єктом обговорення на зустрічі президента США Франкліна Рузвельта та прем'єр-міністра Великої Британії Вінстона Черчилля стало визначення пріоритетів військової стратегії західних союзників на найближчий час, а саме обговорення планів Італійської кампанії, стратегічного бомбардування німецьких важливих об'єктів, а також загальне становище на Тихому океані.